# Conseil de l'unité canadienne
Le Conseil de l'unité canadienne (CUC) est un organisme à but non lucratif dont la mission est la promotion de l'unité canadienne et les institutions fédérales actuelles. Le CUC a débuté sous le nom de Canada Commitee (Comité Canada) en 1964, au beau milieu de la révolution tranquille du Québec. Cette période correspond à la montée en force du mouvement indépendantiste québécois et des demandes de réformes venant des fédéralistes du Québec. 
L'élection du Parti québécois en 1976 a donné l'impulsion nécessaire à l'élaboration d'une stratégie de coalition incluant tous les partis fédéralistes du Canada. Financé par le gouvernement du Canada, le CUC a commandé plusieurs études pro-Canada vantant les mérites du fédéralisme canadien. 
En 1996, le Centre de recherche et d'information sur le Canada (CRIC) a été créé pour aider le CUC dans sa mission de promouvoir le point de vue du gouvernement fédéral auprès des Canadiens. 
En mars 2006, le gouvernement de Stephen Harper annonce la fin des subventions au CUC. L'organisme décide de chercher son financement dans le secteur privé pour survivre.

## Conseil d'administration
- 2006
  - Président - M. George N. Addy -  associé principal chez Davies Ward Phillips & Vineberg LLP - Toronto, ON
  - Vice-président - M. Robert Benoît - administrateur de sociétés
  - Président et  chef de la direction - M. Michel Desjardins - Conseil de l'unité canadienne - Montréal, QC.